# 唐崖土司城址
唐崖土司城址位于湖北省咸丰县尖山乡唐崖司村，是土家族（一说蒙古族）唐崖土司治所的遗址，2006年被列为第六批全国重点文物保护单位，2015年作为“土司遗址”之一被列为世界文化遗产。

## 结构
城址西面倚靠玄武山，东临唐崖河，地势西高东低，东西长1200余米，南北宽600余米，总面积约75万平方米。城址从外至内分为三重：外城、内城和宫城。

## 历史
唐崖土司始自元至正六年（1346年）覃氏始祖被封为安抚司，清雍正十三年（1735年）改土归流被废除。唐崖土司共历16代389年，司城所在地一直未变。
文化大革命期间（1966-1976年），唐崖土司城址遭到很大程度的破坏，桓侯庙被毁坏，红卫兵将石人的头、石马的尾巴等砸掉，但破坏行为也遭到当地村民的极力阻止。1980年初，土司城遗址开始大规模修缮。
2013年9月30日，湖北省人民政府常务会议审议通过《唐崖土司城址保护管理办法》，自2013年12月1日起施行。以地方政府规章的形式立法保护唐崖土司城址。

## 文物保护情况
1992年12月16日，以“唐崖土司城”的名义被湖北省人民政府列为第三批湖北省文物保护单位；2006年5月25日，以“唐崖土司城址”的名义被中华人民共和国国务院列为第六批全国重点文物保护单位。
其作为文物的保护范围为：唐崖土司城址及周围一定范围。北界为新寨沟、碗厂沟一线，东界沿唐崖河东岸，南界沿贾家沟，西界至山脉以西约100米。
其作为文物的建设控制地带为：以保护范围四至为界向外延伸。东界沿长岗岭-大寨顶-简槽沟一线，南界沿唐崖河南岸（赵家河旅游公路）-打纸沟-赵家梁-黄家梁-肖家沟一线，西界沿沟阴河东岸，北界沿尖山集镇以北-尖山二桥-胡家山山脊-双河口村东北一线。